# Brigus
Brigus is een plaats en gemeente in de Canadese provincie Newfoundland en Labrador. Brigus bevindt zich in het zuidoosten van het eiland Newfoundland.

## Geografie
De gemeente ligt aan Brigus Bay, een inham van de Conception Bay in het zuidoosten van het schiereiland Bay de Verde. Dat schiereiland maakt op zijn beurt deel uit van het grote schiereiland Avalon in het uiterste zuidoosten van Newfoundland.
Brigus grenst in het noorden aan de gemeente Cupids en in het zuiden aan het in gemeentevrij gebied gelegen gehucht Georgetown. De gemeente wordt doorkruist door provinciale route 60.
Behalve het dorp Brigus zelf maakt ook het iets verder landinwaarts gelegen gehucht Brigus Gullies deel uit van de gemeente.

## Geschiedenis
Het dorp huisvest nog een aantal vroeg-19e-eeuwse gebouwen. In 1964 erkende de provincieoverheid Brigus als een gemeente met het statuut van town. In de jaren 1990 werd het aangrenzende gehucht Brigus Gullies geannexeerd in het kader van een gemeentelijke herindeling.

### Enkele historische gebouwen

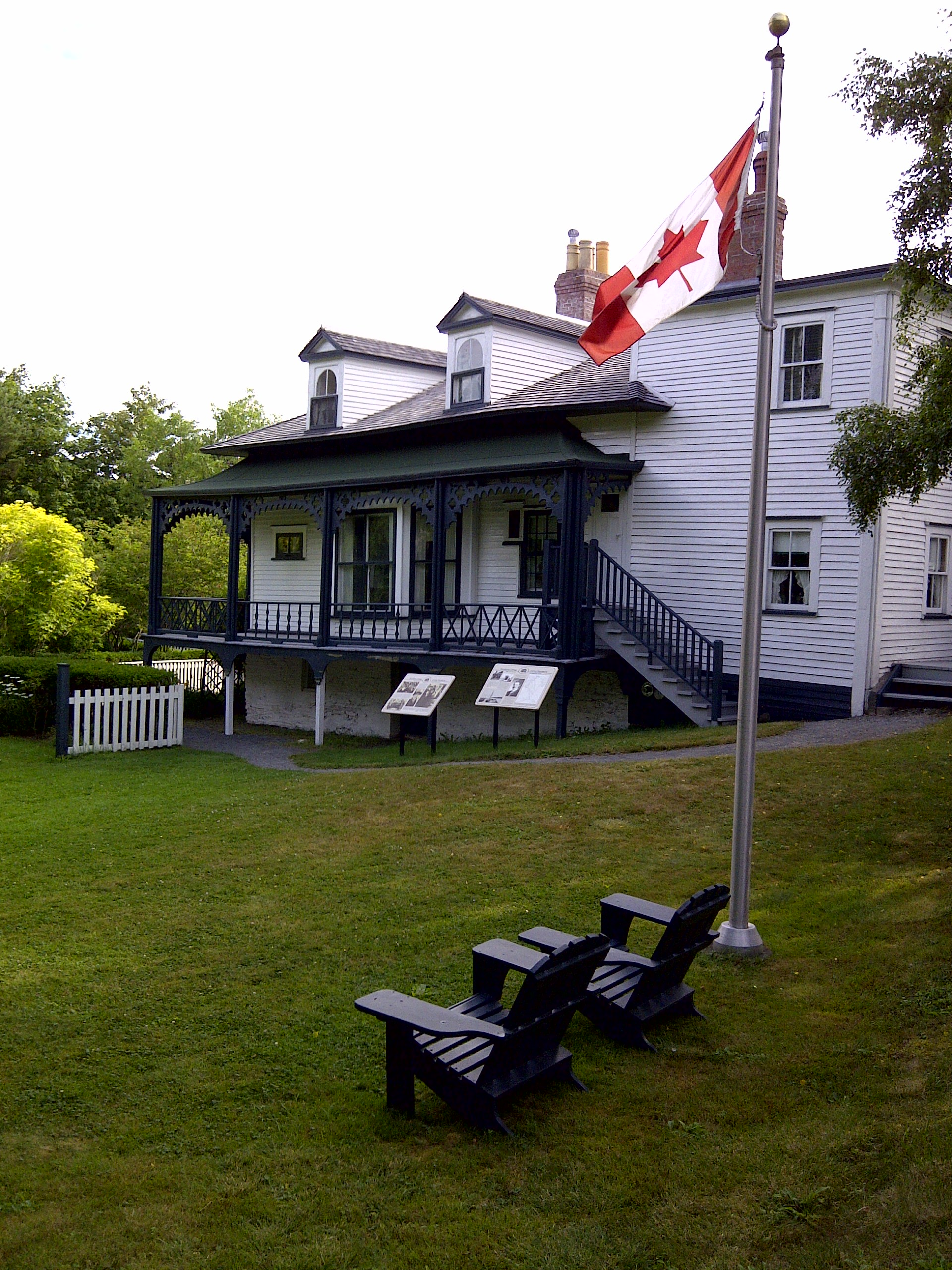
De als National Historic Site erkende Hawthorne Cottage uit 1835
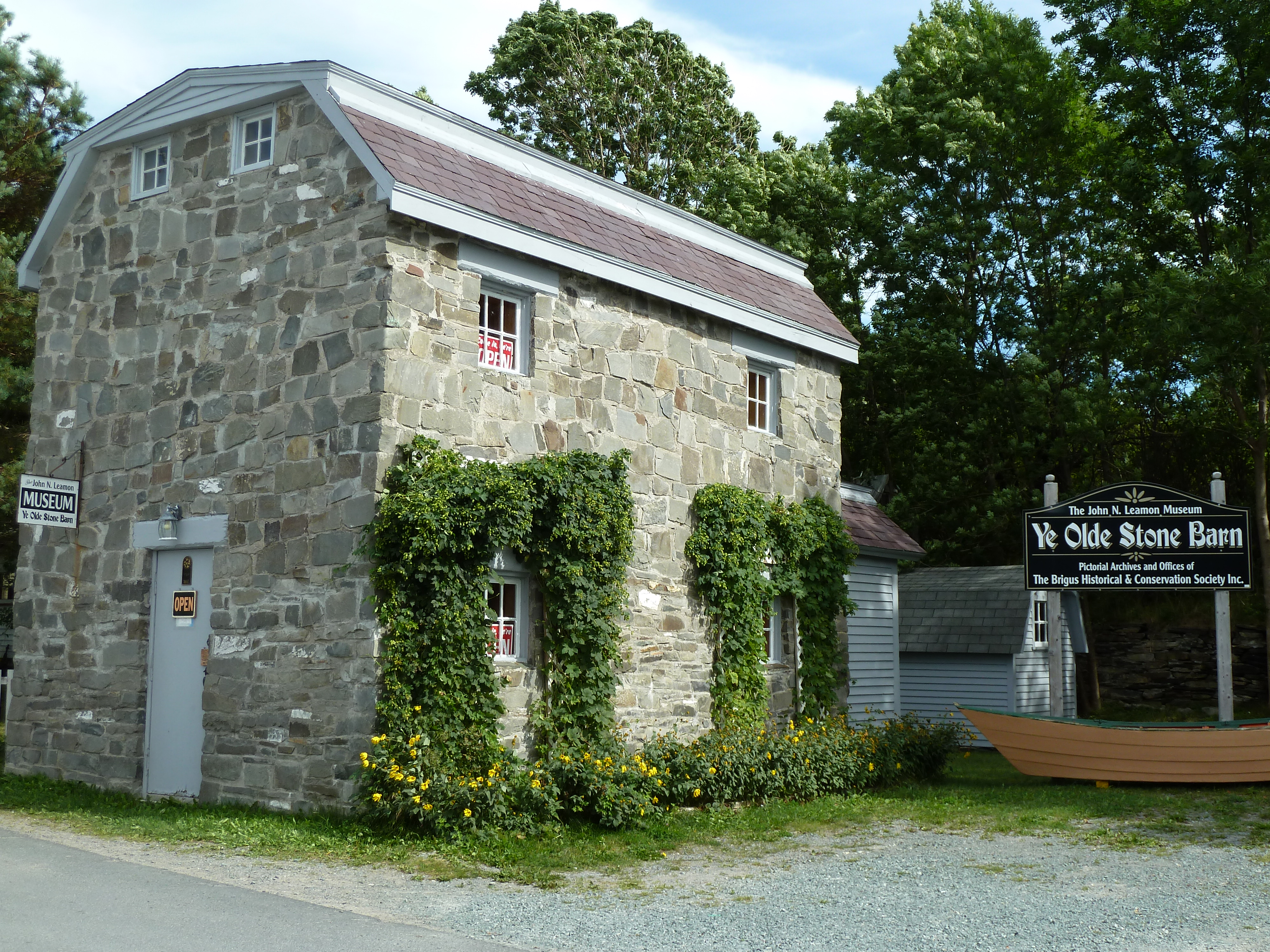
Ye Olde Stone Barn, een stenen schuur uit 1825

## Demografie
Demografisch gezien is Brigus, net zoals de meeste kleine dorpen op Newfoundland, aan het krimpen. Tussen 1991 en 2021 daalde de bevolkingsomvang van 929 naar 699. Dat komt neer op een daling van 230 inwoners (-24,8%) in dertig jaar tijd.
| Demografische ontwikkeling van Brigus tussen 1951 en 2021 |
| --------------------------------------------------------- |
|                                                           |
| Bron: 1951–1986, 1991–1996, 2001–2006, 2011–2016, 2021    |

## Zie ook

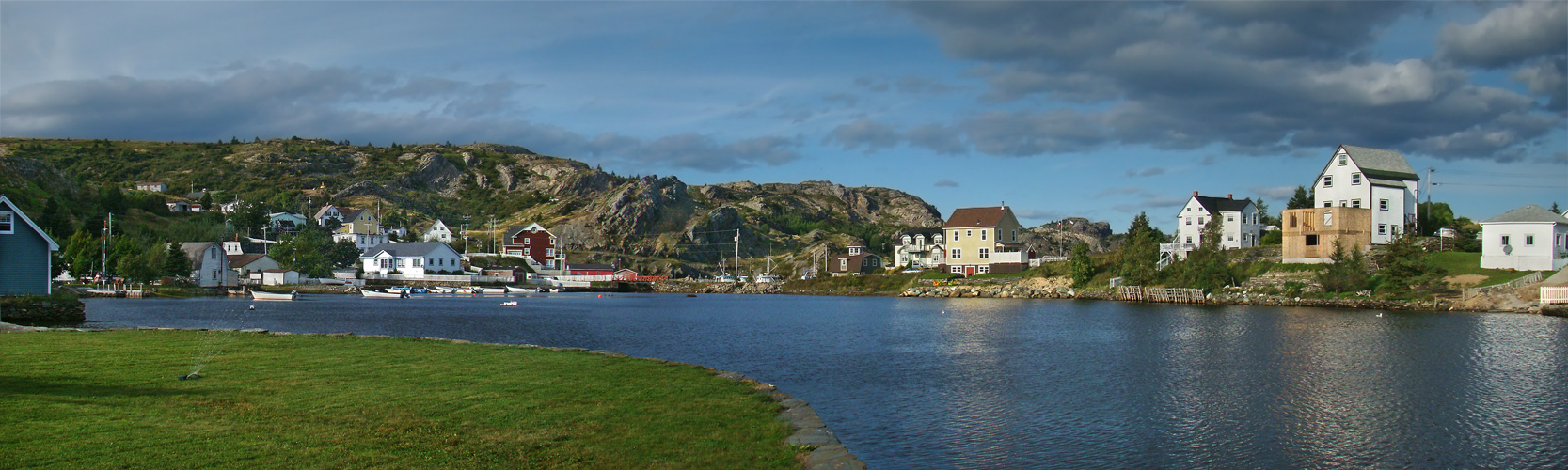
Zicht op de kustlijn van Brigus